# Episodi di Willy, il principe di Bel-Air (quinta stagione)
La quinta stagione della sitcom Willy, il principe di Bel-Air è andata in onda negli Stati Uniti dal 19 settembre 1994 al 15 maggio 1995 sul canale NBC.
In Italia la quinta stagione di Willy, il principe di Bel-Air è andata in onda per la prima volta su Italia 1 subito dopo la quarta, dal 21 novembre al 19 dicembre 1995. Gli episodi erano in programma ogni giorno alle 20:00 durante la prima settimana, e successivamente dal lunedì al sabato alla medesima ora. La trasmissione è saltata eccezionalmente giovedì 7 dicembre a causa di una partita di calcio.
| nº | Titolo originale                      | Titolo italiano                | Prima TV USA      | Prima TV Italia  |
| -- | ------------------------------------- | ------------------------------ | ----------------- | ---------------- |
| 1  | The Client                            | È nata una stella: 1 e 2 parte | 19 settembre 1994 | 21 novembre 1995 |
| 2  | What's Will Got to Do with It?        | È nata una stella: 1 e 2 parte | 19 settembre 1994 | 22 novembre 1995 |
| 3  | Reality Bites                         | Una balena per Nicky           | 26 settembre 1994 | 23 novembre 1995 |
| 4  | Grumpy Young Men                      | La sfida                       | 3 ottobre 1994    | 24 novembre 1995 |
| 5  | Fresh Prince: The Movie               | Il grande bluff                | 10 ottobre 1994   | 25 novembre 1995 |
| 6  | Will's Misery                         | Ride bene chi ride ultimo      | 17 ottobre 1994   | 26 novembre 1995 |
| 7  | Father Knows Best                     | Una scuola per Ashley          | 24 ottobre 1994   | 27 novembre 1995 |
| 8  | Soooooooul Train                      | Anniversario d'amore           | 7 novembre 1994   | 28 novembre 1995 |
| 9  | Love Hurts                            | Orgoglio ferito                | 14 novembre 1994  | 29 novembre 1995 |
| 10 | Will's Up a Dirt Road                 | Molto rumore per nulla         | 21 novembre 1994  | 30 novembre 1995 |
| 11 | Will Steps Out                        | Obesità fatale                 | 28 novembre 1994  | 1º dicembre 1995 |
| 12 | Same Game, Next Season                | Un papà invadente              | 12 dicembre 1994  | 2 dicembre 1995  |
| 13 | Three's a Crowd                       | Weekend sulla neve             | 9 gennaio 1995    | 4 dicembre 1995  |
| 14 | It's a Wonderful Lie                  | La festa delle bugie           | 23 gennaio 1995   | 5 dicembre 1995  |
| 15 | Bullets Over Bel-Air                  | Pallottole su Bel Air          | 6 febbraio 1995   | 6 dicembre 1995  |
| 16 | A Decent Proposal                     | Dubbi di nozze                 | 13 febbraio 1995  | 8 dicembre 1995  |
| 17 | Will Is from Mars…                    | Sposi in analisi               | 20 febbraio 1995  | 9 dicembre 1995  |
| 18 | The Wedding Show (Psyche!)            | Sposi in fuga                  | 27 febbraio 1995  | 11 dicembre 1995 |
| 19 | Slum Like It... Not!                  | Affare a sorpresa              | 13 marzo 1995     | 12 dicembre 1995 |
| 20 | As the Will Turns                     | Fuga dal set                   | 10 aprile 1995    | 13 dicembre 1995 |
| 21 | Save the Last Trance for Me           | Willy va in trance             | 17 aprile 1995    | 14 dicembre 1995 |
| 22 | To Thine Own Self Be Blue... and Gold | La mazzetta                    | 24 aprile 1995    | 15 dicembre 1995 |
| 23 | Cold Feet, Hot Body                   | Uragano Denise                 | 1º maggio 1995    | 16 dicembre 1995 |
| 24 | Love in an Elevator                   | Amore in ascensore             | 8 maggio 1995     | 18 dicembre 1995 |
| 25 | For Whom the Wedding Bells Toll       | Nozze a sorpresa               | 15 maggio 1995    | 19 dicembre 1995 |

## È nata una stella: parte 1
- Titolo originale: What's Will Got to Do with It?
- Diretto da: Shelley Jensen
- Scritto da: Barry Gurstein e David Pitlik

### Trama
Willy torna a Bel-Air dopo essere stato portato di peso dalla NBC (casa di produzione della serie). Tornato a casa Banks, chiede a zio Philip di affidargli il negozio di dischi che quest'ultimo aveva comprato, ma rifiuta. A quel punto Willy, sentendo le doti canore di Ashley, decide di provare a farla diventare una star. Insieme compongono una canzone e Willy cerca di convincere un produttore discografico a scritturarla. Durante una esibizione all'università dove studiano Willy e Carlton, Ashley dà il meglio di sé tant'è che il produttore decide di scritturarla e offre una buona cifra. Zio Philip accetta nonostante qualche remora iniziale.
- Guest star: DJ Jazzy Jeff (Jazz), Obba Babatunde (Gordy Berry), Paige Carter (receptionist), Darnell Suttles (Johnny)

## È nata una stella: parte 2
- Titolo originale: The Client
- Diretto: Shelley Jensen
- Scritto da: David Zuckerman e John Ridley

### Trama
Ashley continua il suo periodo di successo, il quale le dà alla testa. A causa della sua enorme fama, Willy viene deposto dal suo incarico da manager per far posto a uno più importante. Le cose si mettono male però quando il brano di Ashley diventa impopolare e deve rinunciare alla sua carriera da cantante, ritrovando però l'affetto della sua famiglia.
- Guest star: DJ Jazzy Jeff (Jazz), Obba Babatunde (Gordy Berry), David Bowe (Jerry DeCarlo), Anastasia Ali (Little Ashley)

## Una balena per Nicky
- Titolo originale: Reality Bites
- Diretto da: Shelley Jensen
- Scritto da: David Zuckerman

### Trama
Willy decide di passare un po' di tempo con Nicky. Inizialmente vuole portarlo in spiaggia, ma zio Philip preferisce che lo porti al centro commerciale a vedere il suo idolo, la balena Dougie. Arrivati lì l'uomo travestito da Dougie decide di non fare lo spettacolo, disturbato anche dalla pessima acustica. A quel punto Willy decide di andare a parlargli, ma i due iniziano a picchiarsi e Nicky rimane deluso dal comportamento del cugino. Willy cercherà di farsi perdonare in tutti i modi e solo dopo aver capito quanto fosse speciale Dougie per Nicky ci riuscirà. Nel frattempo Hillary cerca di vendicarsi di una sua collega rivale, ma non riuscirà nel suo intento.
- Guest star: Leeza Gibbons (se stessa), Monty Hoffman (Dougie), Dick O'Neill (Babbo Natale)

## La sfida
- Titolo originale: Grumpy Young Men
- Diretto da: Shelley Jensen
- Scritto da: Michael Soccio

### Trama
Willy vuole uscire a tutti i costi con una ragazza, Valerie, la quale però non sembra interessata. Dopo che il ragazzo ha insistito parecchio lei accetta, ma usciranno in quattro. All'appuntamento nella dépendance di casa Banks Willy porta Carlton, mentre Valerie porta sua cugina, Karen. Durante l'appuntamento Carlton si comporta in modo ambiguo, come al suo solito, ma Valerie è attratta da lui anziché da Willy e i due si baciano. Willy vedendo la scena si infuria con Carlton e litigano pesantemente. Durante un litigio i due vengono alle mani e Carlton colpisce Willy, facendolo svenire. Mentre è svenuto, Willy sogna di lui e Carlton da vecchi ancora litigiosi per questa faccenda, e poco dopo, Carlton muore senza che i due abbiano avuto la possibilità di chiarirsi. Al suo risveglio, Willy decide di fare pace con Carlton mettendo alle spalle l'accaduto. Nel frattempo, Ashley ha bisogno di lezioni di pratica al volante e ad aiutarla c'è sua sorella Hillary, che non sembra essere molto portata come insegnante.
- Guest star: DJ Jazzy Jeff (Jazz), Tembi Locke (Valerie), Jonell Kennedy (Karen), Kareen Germain (infermiera)

## Il grande bluff
- Titolo originale: Fresh Prince: The Movie
- Diretto da: Shelley Jensen
- Scritto da: Gary H. Miller

### Trama
Durante una partita a poker, Willy e Carlton si inventano una storia riguardante un omicidio in cui Willy era direttamente coinvolto per distrarre Jazz e sfilargli un bel po' di soldi. A partita conclusa i due cugini rivelano il loro piano a Jazz che se ne va via arrabbiato. Durante la notte però suonano alla porta della dépendance e quando Willy va ad aprire si trova di fronte all'assassino, che in realtà era Jazz travestito.
- Guest star: DJ Jazzy Jeff (Jazz), Brad Garrett (O'Neill), Dennis Burkley (Hatfield), Jim Fyfe (agente Moore), Rusty Schwimmer (Bertha)

## Ride bene chi ride ultimo
- Titolo originale: Will's Misery
- Diretto da: Shelley Jensen
- Scritto da: Eddie Gorodetsky

### Trama
Carlton convince una società formata da sole donne a fare uno scherzo a Willy. Una delle ragazze, Lisa, esce con Willy ma quando si ritrovano in una casa in un bosco lei inizia a comportarsi da psicopatica, legando Willy a una sedia. Dopo che Willy si è liberato Lisa gli rivela tutto l'inganno, chiedendogli di stare al gioco, in cambio di un altro appuntamento. Willy accetta e quando torna a casa racconta una bugia al cugino, in cui dice di aver ucciso Lisa per scappare. Carlton, in preda al panico, inizia a correre disperato invadendo alcuni set della serie (rottura della quarta parete). Nel frattempo, zio Philip e zia Vivian sono disgustati da un maglione che Hillary gli ha regalato, ma si dovranno ricredere quando notano che anche Kareem Abdul-Jabbar, loro vicino di casa, ne indossa uno.
- Guest star: DJ Jazzy Jeff (Jazz), Kareem Abdul-Jabbar (se stesso), Nia Long (Lisa)

## Una scuola per Ashley
- Titolo originale: Father Knows Best
- Diretto da: Shelley Jensen
- Scritto da: Andrea Wiley

### Trama
Ashley si comporta stranamente negli ultimi giorni e Willy decide di capire cosa succede. La ragazza gli rivela di aver cambiato scuola e di essersi iscritta a una pubblica, ma il problema è dirlo a zio Philip e zia Vivian. Ashley cerca di trovare supporto in Willy il quale le consiglia di dire tutto ai genitori, ma Ashley rifiuta arrabbiandosi con lui. Il problema si allarga quando Ashley informa Willy che la sua insegnante della nuova scuola vuole parlare con i suoi genitori. Il giorno del colloquio Ashley è in grossi guai fino a che Willy arriva travestito da zio Philip, solo che tentando di ottenere il numero dell'insegnante si fa scoprire e Ashley è costretta a dire tutta la verità. Zio Philip e zia Vivian inizialmente sono contrari a questa scelta, ma dopo averci riflettuto per bene lasciano Ashley libera di frequentare la nuova scuola per un semestre. Intanto Hillary ha un calo di ascolti da parte del pubblico afroamericano e chiede a Willy come fare per ottenere più telespettatori, ma i risultati non saranno quelli aspettati.
- Guest star: Renee Jones (Miss Sharpe)

## Anniversario d'amore
- Titolo originale: Soooooooul Train
- Diretto da: Shelley Jensen
- Scritto da: John Ridley

### Trama
La famiglia Banks viene invitata a una puntata speciale del programma Soul Train, nel quale zio Philip e zia Vivian erano stati concorrenti e di cui si festeggia il venticinquesimo anniversario. Vivian è molto entusiasta dell'evento ma zio Phil cerca in tutti i modi di declinare l'invito, poiché non si sente più nello spirito del programma. I due litigano e Willy fa di tutto per chiarire la faccenda. Alla fine zio Philip parteciperà alla trasmissione insieme al resto della famiglia nella più totale euforia. Nel frattempo, Hillary si sente frustrata perché non riesce più ad ottenere un appuntamento a causa della sua notorietà televisiva.
- Guest star: Don Cornelius (se stesso)

## Orgoglio ferito
- Titolo originale: Love Hurts
- Diretto da: Shelley Jensen
- Scritto da: Barry Gurstein e David Pitlik

### Trama
Willy inizia una storia seria con Lisa, la ragazza dell'università. I due decidono di uscire per una seconda volta e si vedono per giocare a bowling. Durante la partita un tizio cerca di importunare Lisa, Willy allora interviene scontrandosi con lui, ma finirà ko dopo un potente pugno, a quel punto, Lisa stende l'uomo con delle mosse di autodifesa. La cosa fa arrabbiare Willy che si sente un inetto, poiché la sua ragazza l'ha difeso. Decide così di inscenare un finto scontro aiutato da Jazz, ma quando Willy si ritrova al Peacock, luogo della messinscena, entrerà un vero ladro, armato di pistola. Willy, ignaro della cosa, riuscirà comunque a stendere il malvivente, ma farà arrabbiare Lisa per il suo gesto irresponsabile. Alla fine, Lisa perdonerà Willy, capendo il suo punto di vista.
- Guest star: DJ Jazzy Jeff (Jazz), Nia Long (Lisa), Pat Morita (Mr. Yoshi), Ken Griffey Jr. (se stesso), Lanier Edwards (prepotente alla sala bowling), Al Taylor (delinquente)

## Molto rumore per nulla
- Titolo originale: Will's Up a Dirt Road
- Diretto da: Shelley Jensen
- Scritto da: Bennie R. Richburg, Jr.

### Trama
Per far capire a Lisa che non è un farlocco, Willy decide di scrivere un libro dal titolo "celebrità di notte", perciò inizia a scattare delle foto per inserircele. Willy propone la sua idea a una casa editrice, non sapendo però che essa si occupa solo di gossip, perciò viene ingannato e un suo scatto apparentemente scandaloso, ritraente Jay Leno, viene pubblicato. Appena esce la notizia Willy viene citato in giudizio da Jay Leno in persona, perciò il ragazzo chiede aiuto a zio Philip, ma nonostante ciò la situazione si complica. A quel punto, WIlly decide di andare al Tonight show nella speranza di parlare con il conduttore. Arrivato lì riesce a farsi scambiare per un comico professionista, ma scoperto l'inganno si rivela, riuscendo a chiarire con Jay Leno e ad evitare la causa.
- Guest star: Jay Leno (se stesso), Nia Long (Lisa), John Ridely (se stesso), Nicole Niblack (giornalista)

## Obesità fatale
- Titolo originale: Will Steps Out
- Diretto da: Shelley Jensen
- Scritto da: Maiya Williams

### Trama
La famiglia Banks partecipa a un'asta e vince in premio una celebrità, l'esperta di fitness Susan Powters, la quale diventa molto premurosa nei confronti di zio Philip, ma non riuscirà a rimetterlo in forma per la presenza fastidiosa di Carlton. Nel frattempo, Willy ha una discussione con Lisa, poiché la ragazza presenta a Willy un suo caro amico, Dana. A quel punto, Willy decide a sua volta di uscire con una sua amica, ma non riesce a concludere nulla di più perché è ossessionato dal pensiero di Lisa. Mentre indossa una tuta extra-large per provare come ci si sente ad essere grassi, incontra Lisa e Dana al supermercato e lì fa una scenata di gelosia, rivelando a Lisa che la ama. La puntata quindi si conclude con Willy che passa la sua "agendina" tramite un rito speciale a Carlton, come simbolo di vero impegno.
- Guest star: Susan Powter (se stessa), Nia Long (Lisa), Hill Harper (Dana), Phil Proctor (Annunciatore), Enya Flack (Carlotta)

## Un papà invadente
- Titolo originale: Same Game, Next Season
- Diretto da: Shelley Jensen
- Scritto da: David Zuckerman

### Trama
Willy deve conoscere il padre di Lisa ed è molto agitato perché vuole fargli una buona impressione. Inizialmente si comporta da ricco snob, ma quando Fred, il padre di Lisa, gli rivela che in quella situazione non si sente a suo agio, Willy inizia a mostrare la sua vera natura. I due si trovano molto bene insieme ma Fred inizia ad essere troppo insistente, poiché vuole uscire ogni sera insieme a Willy, impossibilitando il ragazzo ad uscire con Lisa. Nonostante i tentativi di Willy di farlo allontanare da lui Fred si sente veramente legato. Quest'ultimo però sarà costretto a dirgli la verità e a rompere il loro rapporto, in modo fortunatamente pacifico. Nel frattempo, zio Philip sta meditando se andare in pensione o meno, ma i figli non sembrano per niente contenti all'idea, così ai tre sorge un dubbio su chi sia veramente il suo figlio preferito. Iniziano ad investigare ma zio Philip li scopre, facendo capire loro capire che vuole bene a tutti e quattro in egual modo.
- Guest star: Nia Long (Lisa), John Amos (Fred Wilkes)

## Weekend sulla neve
- Titolo originale: Three's a Crowd
- Diretto da: Shelley Jensen
- Scritto da: Josh Goldstein

### Trama
Willy si è dimenticato completamente del weekend sulla neve annuale da trascorrere con Carlton e perciò cerca di convincere Lisa a mandarcelo. Fortunatamente però la ragazza deve lavorare e Willy può partire senza problemi. Arrivati lì però, dopo poche ore, arriva Lisa, la quale è riuscita a liberarsi dal lavoro. Carlton, su tutte le furie perché voleva trascorrere il weekend solo con Willy, se ne va infuriato, ma Willy decide di seguirlo. I due salgono in macchina ma preso dall'ira, Carlton si distrae e finisce fuori strada. I due rimangono bloccati e nel frattempo, Carlton rivela i suoi sentimenti a Willy, definendolo come una sorta di migliore amico. Quando vedono un uomo cercano di farsi sentire, ma le urla fanno scatenare una valanga e i due si buttano nel vuoto, fortunatamente se la caveranno senza neanche un graffio. Nel frattempo Hilary decide di andare a vivere da sola, portando con sé alcuni oggetti essenziali e dei bei ricordi.
- Guest star: Nia Long (Lisa), Angelle Brooks (Angie)

## La festa delle bugie
- Titolo originale: It's a Wonderful Lie
- Diretto da: Chuck Vinson
- Scritto da: Gayle Abrams

### Trama
Willy desidera andare ad una festa con gli amici e Lisa lo lascia andare, poiché la ragazza passerà la serata con le amiche. La festa però è piena di ragazze e Willy incontra una sua vecchia amica diventata più attraente, Tina, la quale lo metterà nei guai poiché anche Lisa andrà alla festa. Mentre i due discutono scoprono Ashley in intimità con un ragazzo. Willy decide quindi di portarla a casa e mentre la rimprovera zio Philip sente la discussione, decide perciò di mettere in castigo la figlia. Ashley però fugge di casa e allerta tutta la famiglia, ma sarà Willy a trovarla nella dépendance. Quando rientra a casa Ashley viene sgridata dai genitori, ma la ragazza capisce i suoi errori ritrovando la calma.
- Guest star: DJ Jazzy Jeff (Jazz), Nia Long (Lisa), Ajai Sanders (Jana), Cee-Cee Harshaw (Tina)

## Pallottole su Bel Air
- Titolo originale: Bullets Over Bel-Air
- Diretto da: Shelley Jensen
- Scritto da: Maiya Williams e Eddie Gorodetsky

### Trama
Willy, Carlton e zio Philip sono pronti per partire per una gita nella natura, ma accidentalmente Willy rompe il segnalatore d'allarme, perciò Carlton chiede un risarcimento al cugino. La sera stessa Willy, accompagnato da Carlton, ritira i soldi allo sportello, ma appena si voltano si ritrovano un uomo che gli punta una pistola contro. I due, spaventati, danno i soldi al malvivente senza indugiare, ma l'uomo spara e per proteggere Carlton, Willy viene colpito. La famiglia Banks si ritrova tutta in ospedale per assistere Willy, ma quest'ultimo reagisce bene allo spavento cercando di essere gioioso e rasserenare i suoi cari, a parte Carlton, che continua ad essere sconvolto. A causa di ciò cambia il suo modo di pensare, trovando che la giustizia non funzioni e che bisogna fare tutto da soli, arrivando addirittura a comprare una pistola, ma Willy riesce a convincerlo a dargliela.
- Guest star: Nia Long (Lisa), Verneè Watson-Johnson (Viola)

## Dubbi di nozze
- Titolo originale: A Decent Proposal
- Diretto da: Shelley Jensen
- Scritto da: David Pitlik e Barry Gurstein

### Trama
Willy è pronto ad uscire dall'ospedale, ma è deciso a fare un passo importante, vuole sposare Lisa. La ragazza si trova un po' spaesata, ma accetta e insieme vanno ad una festa a sorpresa in casa Banks, lì faranno il grande annuncio. Tutta la famiglia sembra contrariata e cerca di far cambiare idea a Willy, e appunto, Lisa coglie l'occasione e rivela a Willy la sua preoccupazione. I due litigano ma WIlly, insistendo, riesce a convincere Lisa a sposarlo, facendole capire quanto la ama.
- Guest star: DJ Jazzy Jeff (Jazz), Nia Long (Lisa), Verneè Watson-Johnson (Viola), Beverly Jackson (infermiera), Dominique Jennings (fisioterapista)

## Sposi in analisi
- Titolo originale: Will Is from Mars…
- Diretto da: Shelley Jensen
- Scritto da: Michael Soccio e Andrea Allen

### Trama
Willy e Lisa sono decisamente convinti a sposarsi, ma per testarli, zio Philip li invita ad andare dal dottor Whiteorn, uno specialista dei rapporti di coppia. Al colloquio le cose si mettono subito male, tant'è che i due litigano pesantemente. Decidono perciò di continuare con le sedute, ma la situazione continuerà a degenerare, fino a quando faranno coppia per difendersi dalle "mazzate" delle coppie avverse.
- Guest star: Nia Long (Lisa), Sherman Hemsley (George), Isabel Sanford (Louise), Don Lake (Dottor. Whiteorn)

## Sposi in fuga
- Titolo originale: The Wedding Show (Psyche!)
- Diretto da: Shelley Jensen
- Scritto da: Maiya Williams e David Zuckerman

### Trama
Willy e Lisa stanno decidendo come svolgere la cerimonia delle nozze, ma zio Philip si mette in mezzo, spostando il luogo della celebrazione, dal giardino di casa al country club abituale. Tutto ciò farà storcere il naso sia a Willy che a Frank, il padre di Lisa, il quale vorrebbe che il matrimonio si celebri a Cleveland. A causa degli attriti irreparabili dei due parenti, Willy e Lisa decidono di andare a Las Vegas da soli, per sposarsi. La cerimonia però è molto bizzarra e invadente, perciò i due decidono di rinunciare e tornare al piano originale e nel frattempo, zio Philip e Frank diventano buoni amici. Intanto, Carlton deve aiutare Hilary con la dichiarazione dei redditi, ma all'ufficio tasse incontrerà una donna invaghita di lui, la quale farà delle esplicite avances.
- Guest star: Isaac Hayes (sacerdote), Nia Long (Lisa), Arnetia Walker-Francis (Samantha), John Amos (Fred Wilkes)

## Affare a sorpresa
- Titolo originale: Slum Like It... Not!
- Diretto da: Shelley Jensen
- Scritto da: Bennie R. Richburg, Jr.

### Trama
Willy ha intenzione di comprare un appartamento per lui e la sua futura moglie, Lisa, ma non ha abbastanza soldi. Per rimediare chiede aiuto a zio Philip, il quale conoscendo le sue strampalate idee non è molto convinto, ma dopo che Willy insiste alla fine cede. Willy acquista l'appartamento da Jazz ma si accorge che è in pessime condizioni, perciò è costretto a ristrutturarlo con l'aiuto di Carlton. Le cose non andranno come si sperava, ma Willy avrà la massima comprensione da parte zio Philip e rafforzeranno il loro rapporto.
- Guest star: DJ Jazzy Jeff (Jazz), D'Mitch Davis (guardia)

## Fuga dal set
- Titolo originale: As the Will Turns
- Diretto da: Shelley Jensen
- Scritto da: David Pitlik e Barry Gurstein

### Trama
Willy è preoccupato che Lisa inizi a spendere troppi soldi e crede che la colpa sia di Hilary, perciò va a trovarla sul set del suo show. Arrivato sul set Willy, con gran sorpresa, riesce a ottenere un ruolo in una importante soap opera, la situazione però degenererà quando si metterà troppo in mostra e causerà il suo licenziamento. Nel frattempo, zia Vivian si incontra spesso con un professore per scrivere il proprio libro, ma zio Philip inizia ad essere geloso. Quando però cerca di trovare qualche indizio, Vivian gli rivela che il libro è dedicato a lui e al loro amore.
- Guest star: Nia Long (Lisa), Leann Hunley (Joan), Cleto Augusto (Jerry), Lewis Dix (guardia della sicurezza), Keith Hamilton Cobb (Royce 1)

## Willy va in trance
- Titolo originale: Save the Last Trance for Me
- Diretto da: Shelley Jensen
- Scritto da: Maiya Williams e Eddie Gorodetsky

### Trama
Nicky è pronto per cambiare scuola ma sfortunatamente non ha nessuno che lo accompagni, perciò zio Philip è costretto ad affidarlo a Willy. Il cugino gli suggerisce di essere se stesso, ma non sembra andare troppo bene e a causa di ciò Philip e Vivian inviteranno il preside di un'altra scuola a cena a casa loro. Willy e Carlton però vanno insieme a una serata di giochi di magia, nonostante lo scetticismo del primo. Sarà proprio Willy a rimanere ipnotizzato e ciò avrà ripercussioni sulla serata perché ogni volta che sentirà un campanello si comporterà come un bambino di quattro anni. La cena si tramuterà in un disastro a causa di Willy e del suo comportamento infantile, ma fortunatamente la scuola precedente chiamerà a casa Banks informandoli che hanno deciso di accettare la richiesta di Nicky, poiché sono rimasti colpiti dalla sue semplicità, proprio come gli aveva suggerito Willy.
- Guest star: Max Maven (Il grande Mentos), Mark Roberts (Signor Spiegel), Nancy Cartwright (Ruby Jillette), Caitlin Wachs (Penny Jillette)

## La mazzetta
- Titolo originale: To Thine Own Self Be Blue... and Gold
- Diretto da: Shelley Jensen
- Scritto da: Roger Garrett

### Trama
Ernest, un vecchio amico di zio Philip, fa visita a casa Banks e c'è una buona notizia per Willy, l'uomo ha un posto di lavoro per lui. Intanto, Carlton cerca di rimorchiare attraverso un sito di incontri e ha un appuntamento con una ragazza, ma non sa che è proprio sua sorella Hilary. Willy accetta di buon grado il lavoro, ma è indeciso se continuare perché Ernest gli affida un compito disonesto, consegnare una mazzetta ad un assessore. Preso dal terrore corre a casa a riferire tutto a zio Phil, ma per errore scambia la sua valigetta con quella di Carlton. Lo segue perciò al ristorante dove il cugino ha l'appuntamento e lì si scoprirà l'imbarazzante situazione tra fratelli. Tornato a casa, Willy confida a zio Phil di volersi licenziare, ciò lo farà andare su tutte le furie ed esige dal ragazzo una spiegazione, ma Willy non vuole che il rapporto dello zio con Ernest si logori. Ma sarà proprio quest'ultimo che piomberà in casa Banks a spiegare tutta la faccenda, andandosene con i suoi soldi sporchi. Dopo ciò zio Philip si scuserà con Willy, facendosi trascinare da un ballo scatenato.
- Guest star: Charlie Robinson (Ernest)

## Uragano Denise
- Titolo originale: Cold Feet, Hot Body
- Diretto da: Shelley Jensen
- Scritto da: Ron Burla

### Trama
Willy fa la conoscenza di un'attraente ragazza al college, Denise. I due entrano subito in sintonia e lei lo bacia. Willy, molto scosso da ciò, rimugina sul da farsi e confessa a Denise di essere fidanzato. La ragazza però, per stare più vicino a Willy, inizia ad essere amica di Lisa e quest'ultima la invita addirittura ad una festa in casa Banks. Willy si sente molto a disagio, ma la situazione peggiorerà quando Lisa gli chiederà di accompagnare Denise a casa sua con la macchina. Arrivati a casa di Denise, la ragazza ci prova continuamente con Willy, il quale sembra cedere ma alla fine desiste per amore di Lisa. Inizialmente Willy è deciso a dire tutta la verità a Lisa, ma ci ripenserà per mantenere ben saldo il rapporto.
- Guest star: Robin Givens (Denise), Nia Long (Lisa), Dante Basco (Kevin)

## Amore in ascensore
- Titolo originale: Love in an Elevator
- Diretto da: Maynard C. Virgil, I
- Scritto da: David Hoge e Dan Cross

### Trama
Willy vuole un addio al celibato ed è indeciso su chi tra Jazz e Carlton deve organizzarlo. I tre si ritrovano al party e devono salire con l'ascensore, ma per un guasto rimangono bloccati e iniziano a ricordare i vecchi trascorsi.
- Guest star: DJ Jazzy Jeff (Jazz), Nia Long (Lisa), Johari Johnson (ragazza della festa)

## Nozze a sorpresa
- Titolo originale: For Whom the Wedding Bells Toll
- Diretto da: Shelley Jensen
- Scritto da: Leilani Downer

### Trama
Iniziano i preparativi per il matrimonio di Willy e Lisa, ma le cose sembrano andare male con il litigio tra Viola, la madre di Willy, e Fred, il padre di Lisa. In più Willy sembra un po' titubante poiché crede di non conoscere bene la sua futura moglie. Accade però qualcosa di inaspettato, Viola e Fred diventano intimi e Willy li trova a letto insieme, il ragazzo accetta la cosa e arriva il momento della cerimonia. Prima di dire le parole fatidiche però, Lisa ci ripensa, spiegando a Willy che è effettivamente troppo presto per sposarsi e al loro posto, a gran sorpresa, si sposano i loro rispettivi genitori.
- Guest star: DJ Jazzy Jeff (Jazz), Nia Long (Lisa), Vernée Watson-Johnson (Viola), John Cothran, John Amos (Fred Wilkies)